# Гейнс (окръг, Тексас)
Окръг Гейнс (на английски: Gaines County) е окръг в щата Тексас, Съединени американски щати. Площта му е 3893 km², а населението - 14 467 души (2000). Административен център е град Семъноул.